# Survival 3C Masters 2018/3
Das Survival 3C Masters 2018/3 ist eine neue Dreiband-Turnierserie in der Disziplin des Karambolagebillards und fand vom 8. bis zum 11. November in Guri in Südkorea statt. Das Turnier wurde von der UMB und Kozoom ausgerichtet. Durch das hohe Preisgeld von 220.000 US$ ist es eine der höchstdotierten Turnierserien der UMB.

## Geschichte
Nach der Einigung der UMB und der KBF sind keine Spieler mehr vom Turnier ausgeschlossen. Somit sind die ersten Zwanzig der Weltrangliste automatisch für das Turnier qualifiziert. Hinzu kommen zwei durch die UMB und Kozoom ausgesuchte Akteure die eine Wildcard erhalten. Weitere zwei Teilnehmer können sich durch ein Qualifikationsturnier, welches vom 5. bis zum 7. November durchgeführt wird, für das Turnier qualifizieren.

## Preisgeld
| Preisgeld ($) | Preisgeld ($) |
| ------------- | ------------- |
| Sieger        | 50.000        |
| Finalist      | 21.000        |
| 3. Platz      | 18.000        |
| 4. Platz      | 15.000        |
| 5. – 8.       | 9.000         |
| 9. – 16.      | 6.000         |
| 17. – 24.     | 4.000         |
| Insgesamt     | 220.000       |

## Gesetzte Spieler und Wildcards
20 Plätze nach Weltrangliste
1. Frédéric Caudron
2. Dick Jaspers
3. Kim Haeng-jik
4. Eddy Merckx
5. Marco Zanetti
6. Heo Jung-han
7. Semih Saygıner
8. Trần Quyết Chiến
9. Nguyễn Quốc Nguyện
10. Sameh Sidhom
11. Murat Naci Çoklu
12. Torbjörn Blomdahl
13. Choi Sung-won
14. Cho Jae-ho
15. Tayfun Taşdemir
16. Daniel Sánchez
17. Ngô Đinh Nai
18. Eddy Leppens
19. Nikos Polychronopoulos
20. Kang Dong-koong

Wildcardspieler
1. Cho Chi-yeon
2. Tonny Carlsen
3. Jeong Seung-Il
4. Lee Hong-Gi

## Qualifikation
Platz 1 und 2 qualifizieren sich für das Viertelfinale. Platz 3 und 4 spielen die zweite Chance.
| Abschlusstabelle Gruppe A | Abschlusstabelle Gruppe A | Abschlusstabelle Gruppe A | Abschlusstabelle Gruppe A | Abschlusstabelle Gruppe A | Abschlusstabelle Gruppe A | Abschlusstabelle Gruppe A | Abschlusstabelle Gruppe A |
| Platz                     | Name                      | Pkt. (+ 2x30)             | Pkt.                      | Aufn.                     | GD                        | 1. HS                     | 2. HS                     |
| ------------------------- | ------------------------- | ------------------------- | ------------------------- | ------------------------- | ------------------------- | ------------------------- | ------------------------- |
| 1                         | Nikos Polychronopoulos    | 97                        | 38                        | 15                        | 2,533                     | 13                        | 5                         |
| 2                         | Semih Saygıner            | 73                        | 30                        | 15                        | 2,000                     | 11                        | 5                         |
| 3                         | Eddy Leppens              | 37                        | 21                        | 15                        | 1,400                     | 9                         | 4                         |
| 4                         | Heo Jung-han              | 33                        | 20                        | 15                        | 1,333                     | 7                         | 5                         |

| Abschlusstabelle Gruppe B | Abschlusstabelle Gruppe B | Abschlusstabelle Gruppe B | Abschlusstabelle Gruppe B | Abschlusstabelle Gruppe B | Abschlusstabelle Gruppe B | Abschlusstabelle Gruppe B | Abschlusstabelle Gruppe B |
| Platz                     | Name                      | Pkt. (+ 2x30)             | Pkt.                      | Aufn.                     | GD                        | 1. HS                     | 2. HS                     |
| ------------------------- | ------------------------- | ------------------------- | ------------------------- | ------------------------- | ------------------------- | ------------------------- | ------------------------- |
| 1                         | Ngô Đinh Nai              | 111                       | 34                        | 15                        | 2,266                     | 6                         | 5                         |
| 2                         | Trần Quyết Chiến          | 55                        | 20                        | 15                        | 1,333                     | 6                         | 5                         |
| 3                         | Marco Zanetti             | 51                        | 19                        | 15                        | 1,266                     | 5                         | 4                         |
| 4                         | Kang Dong-koong           | 23                        | 12                        | 15                        | 0,800                     | 4                         | 3                         |

| Abschlusstabelle Gruppe C | Abschlusstabelle Gruppe C | Abschlusstabelle Gruppe C | Abschlusstabelle Gruppe C | Abschlusstabelle Gruppe C | Abschlusstabelle Gruppe C | Abschlusstabelle Gruppe C | Abschlusstabelle Gruppe C |
| Platz                     | Name                      | Pkt. (+ 2x30)             | Pkt.                      | Aufn.                     | GD                        | 1. HS                     | 2. HS                     |
| ------------------------- | ------------------------- | ------------------------- | ------------------------- | ------------------------- | ------------------------- | ------------------------- | ------------------------- |
| 1                         | Eddy Merckx               | 163                       | 46                        | 18                        | 2,555                     | 11                        | 8                         |
| 2                         | Tonny Carlsen             | 35                        | 14                        | 18                        | 0,777                     | 6                         | 2                         |
| 3                         | Daniel Sánchez            | 31                        | 13                        | 18                        | 0,722                     | 3                         | 3                         |
| 4                         | Nguyễn Quốc Nguyện        | 11                        | 8                         | 18                        | 0,444                     | 2                         | 1                         |

| Abschlusstabelle Gruppe D | Abschlusstabelle Gruppe D | Abschlusstabelle Gruppe D | Abschlusstabelle Gruppe D | Abschlusstabelle Gruppe D | Abschlusstabelle Gruppe D | Abschlusstabelle Gruppe D | Abschlusstabelle Gruppe D |
| Platz                     | Name                      | Pkt. (+ 2x30)             | Pkt.                      | Aufn.                     | GD                        | 1. HS                     | 2. HS                     |
| ------------------------- | ------------------------- | ------------------------- | ------------------------- | ------------------------- | ------------------------- | ------------------------- | ------------------------- |
| 1                         | Kim Haeng-jik             | 85                        | 31                        | 16                        | 1,937                     | 12                        | 4                         |
| 2                         | Cho Chi-yeon              | 85                        | 31                        | 16                        | 1,937                     | 6                         | 6                         |
| 3                         | Sameh Sidhom              | 53                        | 23                        | 16                        | 1,437                     | 6                         | 4                         |
| 4                         | Tayfun Taşdemir           | 17                        | 14                        | 16                        | 0,875                     | 6                         | 3                         |

| Abschlusstabelle Gruppe E | Abschlusstabelle Gruppe E | Abschlusstabelle Gruppe E | Abschlusstabelle Gruppe E | Abschlusstabelle Gruppe E | Abschlusstabelle Gruppe E | Abschlusstabelle Gruppe E | Abschlusstabelle Gruppe E |
| Platz                     | Name                      | Pkt. (+ 2x30)             | Pkt.                      | Aufn.                     | GD                        | 1. HS                     | 2. HS                     |
| ------------------------- | ------------------------- | ------------------------- | ------------------------- | ------------------------- | ------------------------- | ------------------------- | ------------------------- |
| 1                         | Cho Jae-ho                | 75                        | 28                        | 17                        | 1,647                     | 9                         | 4                         |
| 2                         | Murat Naci Çoklu          | 75                        | 28                        | 17                        | 1,647                     | 7                         | 6                         |
| 3                         | Jeong Seung-Il            | 55                        | 23                        | 17                        | 1,352                     | 9                         | 4                         |
| 4                         | Dick Jaspers              | 35                        | 18                        | 17                        | 1,058                     | 7                         | 3                         |

| Abschlusstabelle Gruppe F | Abschlusstabelle Gruppe F | Abschlusstabelle Gruppe F | Abschlusstabelle Gruppe F | Abschlusstabelle Gruppe F | Abschlusstabelle Gruppe F | Abschlusstabelle Gruppe F | Abschlusstabelle Gruppe F |
| Platz                     | Name                      | Pkt. (+ 2x30)             | Pkt.                      | Aufn.                     | GD                        | 1. HS                     | 2. HS                     |
| ------------------------- | ------------------------- | ------------------------- | ------------------------- | ------------------------- | ------------------------- | ------------------------- | ------------------------- |
| 1                         | Torbjörn Blomdahl         | 72                        | 28                        | 16                        | 1,750                     | 5                         | 5                         |
| 2                         | Frédéric Caudron          | 68 (4)                    | 27                        | 16                        | 1,687                     | 8                         | 5                         |
| 3                         | Choi Sung-won             | 68 (3)                    | 28                        | 16                        | 1,750                     | 7                         | 4                         |
| 4                         | Lee Hong-Gi               | 32                        | 18                        | 16                        | 1,125                     | 8                         | 3                         |

## 2. Chance
Platz 1 und der beste Zweite qualifizieren sich für das Viertelfinale.
| Abschlusstabelle Gruppe G | Abschlusstabelle Gruppe G | Abschlusstabelle Gruppe G | Abschlusstabelle Gruppe G | Abschlusstabelle Gruppe G | Abschlusstabelle Gruppe G | Abschlusstabelle Gruppe G | Abschlusstabelle Gruppe G |
| Platz                     | Name                      | Pkt. (+ 2x30)             | Pkt.                      | Aufn.                     | GD                        | 1. HS                     | 2. HS                     |
| ------------------------- | ------------------------- | ------------------------- | ------------------------- | ------------------------- | ------------------------- | ------------------------- | ------------------------- |
| 1                         | Dick Jaspers              | 92                        | 30                        | 14                        | 2,142                     | 7                         | 7                         |
| 2                         | Nguyễn Quốc Nguyện        | 72                        | 25                        | 14                        | 1,785                     | 10                        | 9                         |
| 3                         | Choi Sung-won             | 64                        | 23                        | 14                        | 1,642                     | 7                         | 3                         |
| 4                         | Daniel Sánchez            | 12                        | 10                        | 14                        | 0,714                     | 3                         | 3                         |

| Abschlusstabelle Gruppe H | Abschlusstabelle Gruppe H | Abschlusstabelle Gruppe H | Abschlusstabelle Gruppe H | Abschlusstabelle Gruppe H | Abschlusstabelle Gruppe H | Abschlusstabelle Gruppe H | Abschlusstabelle Gruppe H |
| Platz                     | Name                      | Pkt. (+ 2x30)             | Pkt.                      | Aufn.                     | GD                        | 1. HS                     | 2. HS                     |
| ------------------------- | ------------------------- | ------------------------- | ------------------------- | ------------------------- | ------------------------- | ------------------------- | ------------------------- |
| 1                         | Heo Jung-han              | 76                        | 25                        | 19                        | 1,315                     | 10                        | 3                         |
| 2                         | Eddy Leppens              | 68                        | 23                        | 19                        | 1,210                     | 8                         | 4                         |
| 3                         | Jeong Seung-Il            | 56                        | 20                        | 19                        | 1,052                     | 4                         | 3                         |
| 4                         | Tayfun Taşdemir           | 40                        | 16                        | 19                        | 0,842                     | 3                         | 2                         |

| Abschlusstabelle Gruppe I | Abschlusstabelle Gruppe I | Abschlusstabelle Gruppe I | Abschlusstabelle Gruppe I | Abschlusstabelle Gruppe I | Abschlusstabelle Gruppe I | Abschlusstabelle Gruppe I | Abschlusstabelle Gruppe I |
| Platz                     | Name                      | Pkt. (+ 2x30)             | Pkt.                      | Aufn.                     | GD                        | 1. HS                     | 2. HS                     |
| ------------------------- | ------------------------- | ------------------------- | ------------------------- | ------------------------- | ------------------------- | ------------------------- | ------------------------- |
| 1                         | Marco Zanetti             | 120                       | 41                        | 13                        | 3,153                     | 10                        | 7                         |
| 2                         | Kang Dong-koong           | 104                       | 37                        | 13                        | 2,846                     | 10                        | 6                         |
| 3                         | Lee Hong-Gi               | 12                        | 14                        | 13                        | 1,076                     | 6                         | 3                         |
| 4                         | Sameh Sidhom              | 4                         | 12                        | 13                        | 0,923                     | 3                         | 2                         |

## Viertelfinale
Die beiden Gruppenersten qualifizieren sich für das Halbfinale.
| Abschlusstabelle Gruppe J | Abschlusstabelle Gruppe J | Abschlusstabelle Gruppe J | Abschlusstabelle Gruppe J | Abschlusstabelle Gruppe J | Abschlusstabelle Gruppe J | Abschlusstabelle Gruppe J | Abschlusstabelle Gruppe J |
| Platz                     | Name                      | Pkt. (+ 2x30)             | Pkt.                      | Aufn.                     | GD                        | 1. HS                     | 2. HS                     |
| ------------------------- | ------------------------- | ------------------------- | ------------------------- | ------------------------- | ------------------------- | ------------------------- | ------------------------- |
| 1                         | Semih Saygıner            | 90                        | 34                        | 14                        | 2,428                     | 11                        | 4                         |
| 2                         | Murat Naci Çoklu          | 88                        | 33                        | 14                        | 2,357                     | 8                         | 5                         |
| 3                         | Kang Dong-koong           | 68                        | 29                        | 14                        | 2,071                     | 7                         | 6                         |
| 4                         | Eddy Merckx               | -6                        | 8                         | 12                        | 0,666                     | 4                         | 2                         |

| Abschlusstabelle Gruppe K | Abschlusstabelle Gruppe K | Abschlusstabelle Gruppe K | Abschlusstabelle Gruppe K | Abschlusstabelle Gruppe K | Abschlusstabelle Gruppe K | Abschlusstabelle Gruppe K | Abschlusstabelle Gruppe K |
| Platz                     | Name                      | Pkt. (+ 2x30)             | Pkt.                      | Aufn.                     | GD                        | 1. HS                     | 2. HS                     |
| ------------------------- | ------------------------- | ------------------------- | ------------------------- | ------------------------- | ------------------------- | ------------------------- | ------------------------- |
| 1                         | Ngô Đinh Nai              | 86                        | 33                        | 14                        | 2,357                     | 8                         | 5                         |
| 2                         | Cho Chi-yeon              | 78                        | 31                        | 14                        | 2,214                     | 7                         | 5                         |
| 3                         | Frédéric Caudron          | 50                        | 24                        | 14                        | 1,714                     | 7                         | 3                         |
| 4                         | Heo Jung-han              | 26                        | 18                        | 14                        | 1,285                     | 5                         | 4                         |

| Abschlusstabelle Gruppe L | Abschlusstabelle Gruppe L | Abschlusstabelle Gruppe L | Abschlusstabelle Gruppe L | Abschlusstabelle Gruppe L | Abschlusstabelle Gruppe L | Abschlusstabelle Gruppe L | Abschlusstabelle Gruppe L |
| Platz                     | Name                      | Pkt. (+ 2x30)             | Pkt.                      | Aufn.                     | GD                        | 1. HS                     | 2. HS                     |
| ------------------------- | ------------------------- | ------------------------- | ------------------------- | ------------------------- | ------------------------- | ------------------------- | ------------------------- |
| 1                         | Dick Jaspers              | 75                        | 25                        | 18                        | 1,388                     | 7                         | 4                         |
| 2                         | Trần Quyết Chiến          | 71                        | 24                        | 18                        | 1,333                     | 4                         | 3                         |
| 3                         | Torbjörn Blomdahl         | 59                        | 21                        | 18                        | 1,166                     | 9                         | 3                         |
| 4                         | Nikos Polychronopoulos    | 35                        | 15                        | 18                        | 0,833                     | 4                         | 2                         |

| Abschlusstabelle Gruppe M | Abschlusstabelle Gruppe M | Abschlusstabelle Gruppe M | Abschlusstabelle Gruppe M | Abschlusstabelle Gruppe M | Abschlusstabelle Gruppe M | Abschlusstabelle Gruppe M | Abschlusstabelle Gruppe M |
| Platz                     | Name                      | Pkt. (+ 2x30)             | Pkt.                      | Aufn.                     | GD                        | 1. HS                     | 2. HS                     |
| ------------------------- | ------------------------- | ------------------------- | ------------------------- | ------------------------- | ------------------------- | ------------------------- | ------------------------- |
| 1                         | Cho Jae-ho                | 85                        | 32                        | 16                        | 2,000                     | 6                         | 6                         |
| 2                         | Marco Zanetti             | 65                        | 27                        | 16                        | 1,687                     | 11                        | 5                         |
| 3                         | Kim Haeng-jik             | 49                        | 23                        | 16                        | 1,437                     | 7                         | 3                         |
| 4                         | Tonny Carlsen             | 41                        | 21                        | 16                        | 1,312                     | 5                         | 3                         |

## Halbfinale
Die beiden Gruppenersten qualifizieren sich für das Finale.
| Abschlusstabelle Gruppe N | Abschlusstabelle Gruppe N | Abschlusstabelle Gruppe N | Abschlusstabelle Gruppe N | Abschlusstabelle Gruppe N | Abschlusstabelle Gruppe N | Abschlusstabelle Gruppe N | Abschlusstabelle Gruppe N |
| Platz                     | Name                      | Pkt. (+ 2x30)             | Pkt.                      | Aufn.                     | GD                        | 1. HS                     | 2. HS                     |
| ------------------------- | ------------------------- | ------------------------- | ------------------------- | ------------------------- | ------------------------- | ------------------------- | ------------------------- |
| 1                         | Dick Jaspers              | 128                       | 43                        | 12                        | 3,583                     | 13                        | 13                        |
| 2                         | Semih Saygıner            | 44                        | 22                        | 12                        | 1,833                     | 7                         | 5                         |
| 3                         | Marco Zanetti             | 36                        | 20                        | 12                        | 1,666                     | 9                         | 4                         |
| 4                         | Murat Naci Çoklu          | 32                        | 19                        | 12                        | 1,583                     | 6                         | 3                         |

| Abschlusstabelle Gruppe O | Abschlusstabelle Gruppe O | Abschlusstabelle Gruppe O | Abschlusstabelle Gruppe O | Abschlusstabelle Gruppe O | Abschlusstabelle Gruppe O | Abschlusstabelle Gruppe O | Abschlusstabelle Gruppe O |
| Platz                     | Name                      | Pkt. (+ 2x30)             | Pkt.                      | Aufn.                     | GD                        | 1. HS                     | 2. HS                     |
| ------------------------- | ------------------------- | ------------------------- | ------------------------- | ------------------------- | ------------------------- | ------------------------- | ------------------------- |
| 1                         | Cho Chi-yeon              | 108                       | 41                        | 11                        | 3,727                     | 9                         | 7                         |
| 2                         | Trần Quyết Chiến          | 103                       | 39                        | 11                        | 3,545                     | 11                        | 8                         |
| 3                         | Ngô Đinh Nai              | 31                        | 19                        | 11                        | 1,727                     | 8                         | 6                         |
| 4                         | Cho Jae-ho                | -2                        | 4                         | 7                         | 0,571                     | 2                         | 1                         |

## Finale
| Abschlusstabelle Gruppe P | Abschlusstabelle Gruppe P | Abschlusstabelle Gruppe P | Abschlusstabelle Gruppe P | Abschlusstabelle Gruppe P | Abschlusstabelle Gruppe P | Abschlusstabelle Gruppe P | Abschlusstabelle Gruppe P |
| Platz                     | Name                      | Pkt. (+ 2x30)             | Pkt.                      | Aufn.                     | GD                        | 1. HS                     | 2. HS                     |
| ------------------------- | ------------------------- | ------------------------- | ------------------------- | ------------------------- | ------------------------- | ------------------------- | ------------------------- |
| 1                         | Dick Jaspers              | 109                       | 35                        | 13                        | 2,692                     | 10                        | 9                         |
| 2                         | Trần Quyết Chiến          | 57                        | 22                        | 13                        | 1,692                     | 6                         | 5                         |
| 3                         | Semih Saygıner            | 49                        | 20                        | 13                        | 1,538                     | 6                         | 4                         |
| 4                         | Cho Chi-yeon              | 25                        | 14                        | 13                        | 1,076                     | 3                         | 2                         |

## Abschlusstabelle
| Endklassement   | Endklassement | Endklassement          | Endklassement | Endklassement | Endklassement | Endklassement | Endklassement | Endklassement | Endklassement |
| Phase           | Platz         | Name                   | Pkt. (+ 2x30) | Pkt.          | Aufn.         | GD            | BED           | HS            | Preisgeld     |
| --------------- | ------------- | ---------------------- | ------------- | ------------- | ------------- | ------------- | ------------- | ------------- | ------------- |
| Finale          | 1             | Dick Jaspers           | 439           | 151           | 74            | 2,040         | 3,583         | 13            | 50.000 US$    |
| Finale          | 2             | Trần Quyết Chiến       | 286           | 105           | 57            | 1,842         | 3,545         | 11            | 21.000 US$    |
| Finale          | 3             | Semih Saygıner         | 256           | 106           | 54            | 1,962         | 2,428         | 11            | 18.000 US$    |
| Finale          | 4             | Cho Chi-yeon           | 296           | 117           | 54            | 2,166         | 3,727         | 9             | 15.000 US$    |
| Halb- Finale    | 5             | Ngô Đinh Nai           | 228           | 86            | 40            | 2,150         | 2,357         | 8             | 9.000 US$     |
| Halb- Finale    | 6             | Marco Zanetti          | 272           | 113           | 56            | 2,017         | 3,153         | 11            | 9.000 US$     |
| Halb- Finale    | 7             | Murat Naci Çoklu       | 195           | 80            | 43            | 1,860         | 2,357         | 8             | 9.000 US$     |
| Halb- Finale    | 8             | Cho Jae-ho             | 158           | 64            | 40            | 1,600         | 2,000         | 9             | 9.000 US$     |
| Viertel- Finale | 9             | Kim Haeng-jik          | 134           | 54            | 32            | 1,687         | 1,937         | 12            | 6.000 US$     |
| Viertel- Finale | 10            | Torbjörn Blomdahl      | 131           | 49            | 34            | 1,441         | 1,750         | 9             | 6.000 US$     |
| Viertel- Finale | 11            | Frédéric Caudron       | 118           | 51            | 30            | 1,700         | 1,714         | 8             | 6.000 US$     |
| Viertel- Finale | 12            | Kang Dong-koong        | 195           | 78            | 42            | 1,857         | 2,846         | 10            | 6.000 US$     |
| Viertel- Finale | 13            | Eddy Merckx            | 157           | 54            | 30            | 1,800         | 2,555         | 11            | 6.000 US$     |
| Viertel- Finale | 14            | Nikos Polychronopoulos | 132           | 53            | 33            | 1,606         | 2,533         | 13            | 6.000 US$     |
| Viertel- Finale | 15            | Tonny Carlsen          | 76            | 35            | 34            | 1,029         | 1,312         | 6             | 6.000 US$     |
| Viertel- Finale | 16            | Heo Jung-han           | 135           | 63            | 48            | 1,312         | 1,333         | 10            | 6.000 US$     |
| 2.- Chance      | 17            | Eddy Leppens           | 105           | 44            | 34            | 1,294         | 1,400         | 9             | 4.000 US$     |
| 2.- Chance      | 18            | Nguyễn Quốc Nguyện     | 83            | 33            | 32            | 1,064         | 1,785         | 10            | 4.000 US$     |
| 2.- Chance      | 19            | Choi Sung-won          | 132           | 51            | 30            | 1,700         | 1,750         | 7             | 4.000 US$     |
| 2.- Chance      | 20            | Jeong Seung-Il         | 111           | 43            | 36            | 1,195         | 1,352         | 9             | 4.000 US$     |
| 2.- Chance      | 21            | Lee Hong-Gi            | 44            | 32            | 29            | 1,103         | 1,125         | 8             | 4.000 US$     |
| 2.- Chance      | 22            | Sameh Sidhom           | 57            | 27            | 29            | 0,931         | 1,437         | 6             | 4.000 US$     |
| 2.- Chance      | 23            | Tayfun Taşdemir        | 57            | 30            | 35            | 0,857         | 0,875         | 6             | 4.000 US$     |
| 2.- Chance      | 24            | Daniel Sánchez         | 43            | 23            | 32            | 0,718         | 0,722         | 3             | 4.000 US$     |

| Legende | Legende                                       |
| --- | --------------------------------------------- |
| Abk. | Bedeutung                                     |
| Pkt. | erzielte Punkte                               |
| Aufn. | benötigte Aufnahmen                           |
| ED | Einzeldurchschnitt                            |
| GD | Generaldurchschnitt                           |
| VGD | Verhältnismässiger Generaldurchschnitt        |
| BMD | Bester Mannschaftsdurchschnitt                |
| BED | Bester Einzeldurchschnitt                     |
| BSD | Bester Satzdurchschnitt                       |
| BEVD | Bester Einzel Verhältnismässiger Durchschnitt |
| HS | Höchstserie                                   |
| MP | Match Points                                  |
| PP | Partie Punkte                                 |
| G-U-V | Gewonnen-Unentschieden-Verloren               |
| SV | Satzverhältnis                                |
| WRP | Weltranglistenpunkte                          |
| | 1. Platz (Gold)                               |
| | 2. Platz (Silber)                             |
| | 3. Platz (Bronze)                             |
| | Bester GD des Turniers/Runde                  |
| | Bester VGD des Turniers/Runde                 |
| | Bester ED des Turniers/Runde                  |
| | Bester BVGD des Turniers/Runde                |
| | Beste HS des Turniers/Runde                   |
| (Evtl. finden nicht alle Begriffe Anwendung oder einige sind nicht aufgeführt. Diese können in der Liste der Karambolage-Begriffe nachgesehen werden.) |                                               |